# Comuna Prîseimea, Konotop
Prîseimea (în ucraineană Присейм'я) este o comună în raionul Konotop, regiunea Sumî, Ucraina, formată din satele Ciornoplatove, Kalîșenkove, Mareanivka, Nove, Ozarîci și Prîseimea (reședința).

## Demografie
Componența lingvistică a comunei Prîseimea
     Ucraineană (95,02%)
     Rusă (4,67%)
     Alte limbi (0,2%)
Conform recensământului din 2001, majoritatea populației comunei Prîseimea era vorbitoare de ucraineană (95,02%), existând în minoritate și vorbitori de rusă (4,67%).